# Stanisław Padewski
Stanisław Padewski (ur. 18 września 1932 w Hucie Nowej, zm. 29 stycznia 2017 w Sędziszowie Małopolskim) – polski duchowny rzymskokatolicki, kapucyn, biskup pomocniczy kamieniecki w latach 1995–1998, biskup pomocniczy lwowski w latach 1998–2002, biskup diecezjalny charkowsko-zaporoski w latach 2002–2009, od 2009 biskup senior diecezji charkowsko-zaporoskiej.

## Życiorys
Urodził się 18 września 1932 w Hucie Nowej koło Buczacza. W związku z powojennym włączeniem rodzinnej miejscowości do Związku Socjalistycznych Republik Radzieckich w grudniu 1945 został wraz z rodziną przymusowo przesiedlony do Nowego Miasteczka koło Nowej Soli. Od 1947 uczęszczał do Liceum Pedagogicznego, a w latach 1948–1949 do Liceum Ogólnokształcącego w Nowej Soli. W 1949 wstąpił do klasztoru kapucynów w Sędziszowie Małopolskim, gdzie przyjął imię Wenanty. W 1950 złożył pierwszą profesję zakonną, a 19 września 1953 w klasztorze kapucynów w Krakowie profesję wieczystą. W latach 1952–1957 odbył studia filozoficzno-teologiczne w Wyższym Seminarium Duchownym Braci Kapucynów w Krakowie. Wyświęcony na prezbitera został 24 lutego 1957 przez Stanisława Rosponda, biskupa pomocniczego krakowskiego. W tym samym roku eksternistycznie złożył państwowy egzamin dojrzałości w Liceum Ogólnokształcącym im. Jana Kochanowskiego w Krakowie. W 1961 podjął studia na Wydziale Nauk Humanistycznych Katolickiego Uniwersytetu Lubelskiego, które od 1964 kontynuował na Uniwersytecie Jagiellońskim. Magisterium z filologii polskiej uzyskał w 1966.
W latach 1957–1959 pracował w parafii kapucyńskiej w Bytomiu jako wikariusz i katecheta, po czym przeniósł się do Krakowa, gdzie uczył religii w szkołach i śpiewu w seminarium kapucynów. Od 1964 przez rok był duszpasterzem akademickim we Wrocławiu. Następnie katechizował młodzież szkół średnich w Krośnie. W latach 1970–1973 był gwardianem klasztoru w Krakowie, a także spowiednikiem bernardynek i służebniczek. Po przeprowadzeniu się do Rozwadowa został wikarym domu i katechetą, a w latach 1976–1985 piastował urząd gwardiana i proboszcza klasztoru i parafii. W międzyczasie objął funkcję wikariusza prowincjalnego. Następnie pracował duszpastersko w Pile i Sędziszowie Małopolskim.
Od 1988 posługiwał na terenie Ukraińskiej Socjalistycznej Republiki Radzieckiej. Był duszpasterzem w parafiach w Barze, Połonnem, Kijowie, Starokonstantynowie i Szepetówce. W 1989 osiadł w Starokonstantynowie, gdzie podjął starania o odzyskanie klasztoru i kościoła, a w 1990 objął funkcję proboszcza. W 1991 został delegatem prowincjała prowincji krakowskiej na Ukrainie i w Związku Radzieckim. Zajmował się m.in. przyjmowaniem kandydatów do postulatu i nowicjatu, reprezentowaniem prowincjała i prowincji w kontaktach z władzami kościelnymi i państwowymi, koordynowaniem apostolstwa i życia zakonnego braci. W 1992 został gwardianem domu i proboszczem w Winnicy. W międzyczasie był duszpasterzem w okolicznych miejscowościach: Tepłyku, Graczowie, Kunie i Samczyńcach. Od 1994 posiadał obywatelstwo ukraińskie.
13 kwietnia 1995 papież Jan Paweł II mianował go biskupem pomocniczym diecezji kamienieckiej ze stolicą tytularną Tigias. Święcenia biskupie otrzymał 10 czerwca 1995 w katedrze w Kamieńcu Podolskim. Konsekrował go arcybiskup Antonio Franco, nuncjusz apostolski na Ukrainie, w asyście arcybiskupa metropolity lwowskiego Mariana Jaworskiego i biskupa diecezjalnego kamienieckiego Jana Olszańskiego. Jako dewizę biskupią przyjął słowa „Agnus vincet”.
10 października 1998 został biskupem pomocniczym archidiecezji lwowskiej.
4 maja 2002 decyzją Jana Pawła II został przeniesiony na urząd biskupa diecezjalnego nowo utworzonej diecezji charkowsko-zaporoskiej. Ingres do katedry Wniebowzięcia Najświętszej Maryi Panny w Charkowie odbył 10 lipca 2002. 19 marca 2009 papież Benedykt XVI przyjął jego rezygnację z piastowanego urzędu.
Wobec prośby powrotu do Polski został skierowany do klasztoru kapucynów w Kielcach, jednak po kilku miesiącach wrócił do duszpasterskiej posługi na Ukrainie. W 2012 osiadł w klasztorze w Sędziszowie Małopolskim, gdzie zmarł 29 stycznia 2017. 1 lutego 2017 został tymczasowo pochowany w grobowcu kapucynów na miejscowym cmentarzu, zaś 8 kwietnia 2017 jego ciało zostało złożone w krypcie konkatedry w Zaporożu.